# Prefontaine Classic 2014
Prefontaine Classic 2014 byl lehkoatletický mítink, který se konal 30. května a 31. května 2014 v americkém městě Eugene. Byl součástí série mítinků Diamantová liga.

## Výsledky
- Archiv výsledků zde [1]

### Muži
| Disciplína     | 1. místo                       | 2. místo                    | 3. místo                   |
| 100 m          | Justin Gatlin 9,76             | Michael Rodgers 9,80        | Jimmy Vicaut 9,89          |
| 800 m          | Nijel Amos 1:43,63             | Mohammed Aman 1:43,99       | Abubaker Kaki 1:44,09      |
| 5000 m         | Caleb Mwangangi Ndiku 13:01,71 | Yenew Alamirew 13:02,91     | Edwin Soi 13:04,92         |
| 110 m překážek | Pascal Martinot-Lagarde 13,13  | Hansle Parchment 13,20      | David Oliver 13,21         |
| Skok o tyči    | Renaud Lavillenie 580 cm       | Augusto de Oliveira 563 cm  | Jan Kudlička 563 cm        |
| Trojskok       | Will Claye 17,66 m             | Christian Taylor 17,42 m    | Lukman Adams 17,29 m       |
| Vrh koulí      | Reese Hoffa 21,64 m            | Joe Kovacs 21,46 m          | Christian Cantwell 21,38 m |
| Hod oštěpem    | Vítězslav Veselý 83,75 m       | Andreas Thorkildsen 80,52 m | Dmitrij Tarabin 80,28 m    |

### Ženy
| Disciplína      | 1. místo                           | 2. místo                   | 3. místo                    |
| 200 m           | Tori Bowieová 22,18                | Blessing Okagbareová 22,23 | Allyson Felixová 22,44      |
| 400 m           | Novlene Williamsová-Millsová 50,40 | Francena McCororyová 50,53 | Stephanie McPherson 50,63   |
| 1500 m          | Hellen Onsando Obiriová 3:57,05    | Abeba Aregawiová 3:57,57   | Faith Kipyegonová 3:58,01   |
| 3000 m překážek | Sofia Assefaová 9:11,39            | Hiwot Ayalewová 9:12,89    | Emma Coburnová 9:17,84      |
| 400 m překážek  | Kaliese Spencerová 54,29           | Kori Carterová 55,22       | Tiffany Ross-Williams 55,97 |
| Skok do výšky   | Anna Čičerovová 201 cm             | Justyna Kasprzycka 199 cm  | Ruth Beitiaová 199 cm       |
| Skok daleký     | Ivana Španovićová 688 cm           | Darja Klišinová 688 cm     | Éloyse Lesueurová 687 cm    |
| Hod diskem      | Sandra Perkovićová 69,32 m         | Shanice Craftová 65,38 m   | Gia Lewis-Smallwood 64,98 m |